# مايوين
مايوين (بالفرنسية: Maïwenn)‏ هي كاتبة سيناريو ومنتجة أفلام ومخرجة وممثلة فرنسية، ولدت في 17 أبريل 1976 في فرنسا. من الجوائز التي نالتها جائزة لجنة التحكيم سنة 2011 ووسام الفنون والآداب الفرنسي.

## أعمال

### أفلام
- (1997) العنصر الخامس[14][15][16][17]
- (2003) التوتر الشديد
- (2011) بوليس[18]

## جوائز وترشيحات
جوائز
- جائزة لجنة التحكيم، عن عمل: بوليس (2011)

ترشيحات
- جائزة سيزار لأفضل فيلم، عن عمل: بوليس (2012)
- جائزة سيزار لأفضل مخرج، عن عمل: بوليس (2012)
- César Award for Best Female Revelation [الإنجليزية]‏ (2007)
- César Award for Best Original Screenplay [الإنجليزية]‏، عن عمل: بوليس (2012)
- César Award for Best First Film [الإنجليزية]‏ (2007)

## وصلات خارجية
- مايوين على موقع IMDb (الإنجليزية)
- مايوين على موقع روتن توميتوز (الإنجليزية)
- مايوين على موقع مونزينجر (الألمانية)
- مايوين على موقع ألو سيني (الفرنسية)
- مايوين على موقع ميوزك برينز (الإنجليزية)
- مايوين على موقع تيرنر كلاسيك موفيز (الإنجليزية)
- مايوين على موقع أول موفي (الإنجليزية)
- مايوين على موقع قاعدة بيانات الأفلام السويدية (السويدية)
- مايوين على موقع ديسكوغز (الإنجليزية)
- مايوين على موقع قاعدة بيانات الفيلم (الإنجليزية)